# Louise-Sophie de Hanau-Lichtenberg
La comtesse Louise-Sophie de Hanau-Lichtenberg (11 avril 1662 à Bischofsheim am Hohen Steg – 9 avril 1751 à Ottweiler), est la fille de Jean-Reinhard II de Hanau-Lichtenberg (1628-1666) et d'Anne de Birkenfeld-Bischweiler (1640-1693).
Elle épouse le 27 septembre 1697 Frédéric-Louis de Nassau-Ottweiler (13 novembre 1651 - 25 mai 1728), dont elle est la seconde épouse. Le couple est sans enfant.